# 競馬の歴史 (四国地方)
競馬の歴史 (四国地方) では、日本の四国地方における競馬（主に近代競馬）の歴史について記述する。

## 高知県
高知県においては明治以前から祭典競馬が盛んに行われていた. 1884年（85年説もある）に当時の県令だった田辺良顕の招きで、宮内庁調馬手長の目方雅周の弟・雅義と、その門人だった競馬の名手である清之丞の来県によってさらに盛んとなり, 1886年には国道（高知・徳島国道）開通を記念して高知公園東側広場に円形の馬場(1周約600m, 幅員5-6m) を建設してこれを「梅ヶ馬場」と名付け、県内から100頭あまりの馬を集め, 4日間にわたって競馬（マッチレースによるトーナメント方式による）が行われた。それ以降も、農閑期になると田畑を掘り上げて設置された臨時の馬場を用い、盛んに競馬が行われた。さらに1908年に競馬規程が制定されると、県内の数ヶ所に常設の競馬場が設けられ競馬が行われるようになった。
なお1901年、乃木希典（当時陸軍第11師団長）が乗馬轟号を馬匹改良のために県に寄贈した。同馬は種牡馬として非常に優秀な成績を収め、産駒は「師団長馬」と呼ばれた。

### 高知県畜産組合連合会による競馬
1916年、南海馬匹改良株式会社が高知市桟橋通5丁目に1周約800mの競馬場（桟橋競馬場）を建設し, 1921年から同競馬場において高知県畜産組合連合会が定期的に競馬を開催するようになった。当初は高知県内生産馬の能力が著しく低かったために公認競馬で競走経験のある馬に太刀打ちできず、速歩競走は県内産馬限定競走とされた。
1927年に地方競馬規則が公布された後は地方競馬として競馬の開催は続けられ、同年春からは土佐山田競馬場（香美郡土佐山田町）においても地方競馬が行われるようになった。なお、土佐山田競馬場における開催は1933年春をもって廃止となり、かわって長浜競馬場（吾川郡長浜町）において開催されるようになった。
1939年、軍馬資源保護法公布により地方競馬は軍用保護馬鍛錬競走に切り替えられ、長浜競馬場は軍用保護馬の鍛錬場となり, 1940年から1944年まで軍用保護馬鍛錬競走が行われた。また、桟橋競馬場は廃場となった。

### 戦後の競馬
1946年、地方競馬法が公布されたことを受け、同年長浜競馬場において地方競馬が再開された. 1948年に競馬法が公布されて以降は公営となり、高知県、高知市が主催者となった。
1950年6月、馬券売り上げの不振から長浜競馬場は廃場となり、以後は再建された桟橋競馬場において地方競馬が開催されるようになった。
1967年、高知県および高知市、南国市、土佐市、窪川町、大津村、日高村が高知県競馬組合を設立。以後同組合が高知県における地方競馬の主催者となった。
1985年3月、桟橋競馬場を廃場。同年4月より現在まで高知競馬場（高知県高知市長浜宮田2000）において地方競馬の開催が続けられている。
2003年夏から2004年夏にかけて、高知競馬場宗石大厩舎が管理するハルウララを巡って全国的なブームが巻き起こった。

## 徳島県
徳島県において近代競馬が盛んに行われるようになったのは, 1927年に地方競馬規則が公布されてからのことである。それ以前は、主に300mほどの直線形の馬場と農耕馬を用いて競馬が行われていた。

### 板野郡畜産組合による競馬
1926年、板野郡畜産組合が競馬施行の許可を受け、同年2月に花園競馬場（大阪府中河内郡英田村大字松原）において競馬を開催。同年10月より、別宮川河川敷競馬場（徳島市下助任町大字大岡地内別宮河右岸河川敷）において競馬を開催。
1928年4月より、競馬（地方競馬）開催の場所を撫養競馬場（板野郡里浦村字坂田地内）へ移転. 1933年春より、競馬開催の場所を吉野川競馬場（板野郡川内村榎瀬及同中島地先）へ移転。
1939年、軍馬資源保護法公布により地方競馬は軍用保護馬鍛錬競走に切り替えられ、吉野川競馬場は廃場となった。

### 徳島県畜産組合連合会による競馬
1929年11月、徳島県畜産組合連合会が競馬施行の許可を受け, 1930年4月より徳島競馬場（徳島市田宮町）において地方競馬を開催。
1939年、軍馬資源保護法が公布されたのに伴い、徳島競馬場は閉鎖となった。

### 戦後の競馬

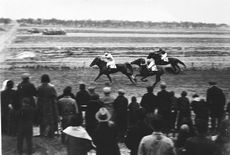
鳴門競馬場（1950年）

1948年、鳴門競馬振興倶楽部によって鳴門競馬場が開設され, 2回12日間にわたり地方競馬が開催された。同年7月に競馬法が公布されて以降は同場において公営（県営）の地方競馬が行われるようになった。また、同年より徳島競馬場で徳島県、徳島市、川内村が主催する地方競馬が開催されるようになった。
鳴門競馬場における地方競馬は1953年7月31日、徳島競馬場における地方競馬は1955年限りで廃止され、両競馬場は廃場となった。

## 香川県
香川県においては明治以降、祭典競馬が盛んに行われ、昭和期にも木田郡平井町や三豊郡観音寺町において「旗競馬」という名称で祭典競馬が行われた。

### 香川県畜産組合連合会による競馬
1929年7月5日、香川県畜産組合連合会が競馬施行の許可を受け、株式会社讃岐競馬倶楽部が建設した仏生山競馬場（香川郡仏生山町大字百相）において地方競馬を開催するようになった。
1939年、軍馬資源保護法が公布されたのに伴い、仏生山競馬場は廃場となった。

### 戦後の競馬
1946年、高松競馬場（香川郡弦打村大字郷東宇新開）が開設され、地方競馬が開催されるようになった. 1948年7月の競馬法公布後は公営となり、香川県および高松市が主催者となった。
高松競馬場における地方競馬は1954年を限りに廃止され、同競馬場は廃場となった。

## 愛媛県
愛媛県においては明治以前から祭典競馬が盛んに行われ、明治以降も直線形や円形の馬場を用い、城北練兵場などにおいて競馬が開催された。

### 愛媛県畜産組合連合会による競馬
1929年4月10日、愛媛県畜産組合連合会が競馬施行の許可を受け、三津浜競馬場（温泉郡三津浜町中須賀3178）において地方競馬が開催されるようになった。翌1930年からは三芳競馬場（周桑郡三芳村三島倉1790）においても地方競馬が開催されるようになった。
1939年、軍馬資源保護法が公布されたのに伴い三津浜競馬場は軍用保護馬の鍛錬場となり, 1940年から1944年まで軍用保護馬鍛錬競走が行われた。また、三芳競馬場は廃場となった。

### 戦後の競馬
地方競馬法公布されるやすぐさま三津浜競馬場において地方競馬が再開され, 1948年7月の競馬法公布後は公営となり、愛媛県および今治市が主催者となった。
三津浜競馬場における地方競馬は1955年を最後に廃止され、同競馬場は廃場となった。